# Maovi
Maovi (cyr. Маови) – wieś w Serbii, w okręgu maczwańskim, w mieście Šabac. W 2011 roku liczyła 615 mieszkańców.